# Journal of Neuroscience
Das Journal of Neuroscience ist ein wissenschaftliches Magazin, welches sich mit allen Themenbereichen der Neurobiologie beschäftigt. Das Magazin ist dabei in folgende Teilbereiche untergliedert:
- Zellulär/Molekular
- Entwicklung/Plastizität/Reparaturmechanismen
- Verhalten/Systematik/Kognition
- Neurobiologie von Krankheiten

Vor der Veröffentlichung eines jeden Artikels unterliegen die wissenschaftlichen Studien einem sogenannten Peer-Review, was bedeutet, dass die einzelnen Artikel einer Beurteilung durch andere Experten, die als unabhängige Gutachter fungieren, unterliegen, bevor diese veröffentlicht werden. Das Journal wird von der Society for Neuroscience wöchentlich herausgegeben. Das Magazin wurde erstmals im Jahre 1981, damals noch einmal im Monat, veröffentlicht.
Das Journal hatte einen Impact Factor, als Maß für die durchschnittliche Zahl an Zitationen pro veröffentlichtem Artikel, von 6,908 im Journal Citation Report 2012 im Jahr 2013, womit es sich unter den neurowissenschaftlichen Journalen an 22. Stelle von 252 gemessen am Impact Factor steht.

## Editor-in Chief
- 2007–2014: John Maunsell
- 2015–2022: Marina Picciotto
- 2023–: Sabine Kastner

## Senior Editor
- 2025: Jonas Obleser